# Sauté

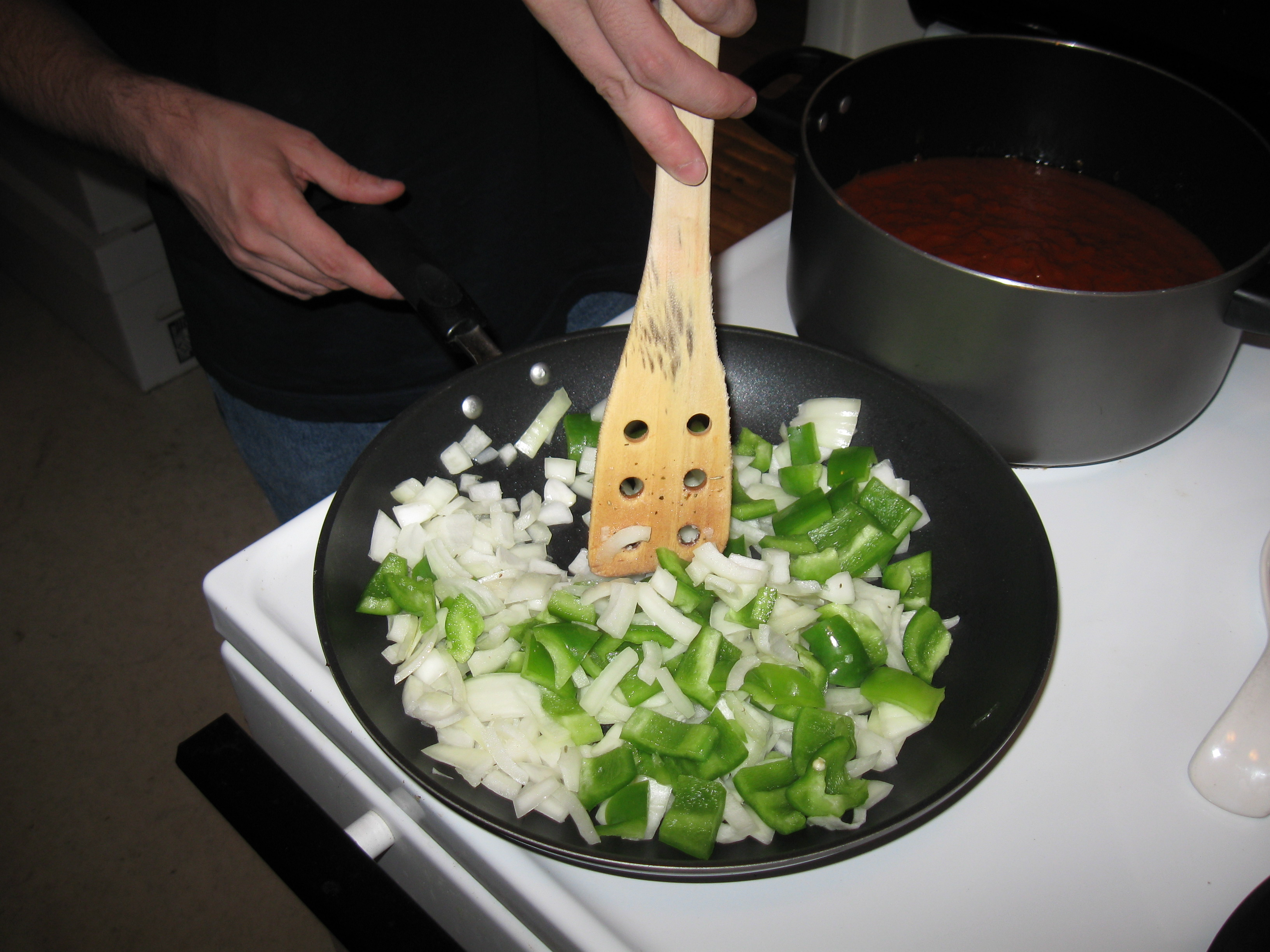
Sauté

Sauté (fr. sauter „skakać”) – metoda przyrządzania potraw polegająca na smażeniu w małej ilości silnie rozgrzanego tłuszczu.
Jest to również metoda smażenia mięsa, ryb, wątroby bez żadnej panierki, tylko przyprawionych solą, pieprzem lub ziołami, tzw. smażenie w sosie własnym.